# 딘 홀랜드
딘 홀랜드(영어: Dean Holland)는 미국의 영화 편집자이자 텔레비전 감독, 텔레비전 프로듀서로, 작업한 대표 작품으로는 《안투라지》, 《오피스》, 《팍스 앤 레크리에이션》이 있다. 2007년에 《오피스》를 통해 프라임타임 에미상 싱글카메라 코미디 시리즈 편집상 부문을 수상했다.